# Governo Jones I
Il governo Jones I è la continuazione del precedente governo di coalizione Laburista-Plaid Cymru in Galles in carica dal 10 dicembre 2009 all'11 maggio 2011.
In seguito alla decisione di Rhodri Morgan di ritirarsi, si è tenuto un'elezione per la leadership per la posizione di leader laburista gallese. L'elezione è stata vinta da Carwyn Jones che è stato confermato leader del Partito Laburista gallese il 1º dicembre 2009 e come primo ministro il 9 dicembre 2009 dall'Assemblea nazionale per il Galles, Jones ha prestato giuramento ufficialmente il giorno successivo.

## Composizione
| Carica                                                                                       | Titolare | Titolare         | Mandato   | Partito     |
| -------------------------------------------------------------------------------------------- | -------- | ---------------- | --------- | ----------- |
| Primo ministro                                                                               |          | Carwyn Jones     | 2009–2011 | Laburista   |
| Vice primo ministro Economia e trasporti                                                     |          | Ieuan Wyn Jones  | 2009–2011 | Plaid Cymru |
| Bambini, istruzione e apprendimento continuo                                                 |          | Leighton Andrews | 2009–2011 | Laburista   |
| Ambiente, sostenibilità e edilizia abitativa                                                 |          | Jane Davidson    | 2009–2011 | Laburista   |
| Imprese e bilancio                                                                           |          | Jane Hutt        | 2009–2011 | Laburista   |
| Salute e servizi sociali                                                                     |          | Edwina Hart      | 2009–2011 | Laburista   |
| Patrimonio                                                                                   |          | Alun Ffred Jones | 2009–2011 | Plaid Cymru |
| Affari rurali                                                                                |          | Elin Jones       | 2009–2011 | Plaid Cymru |
| Giustizia sociale e governo locale                                                           |          | Carl Sargeant    | 2009–2011 | Laburista   |
| Titolari di cariche a cui sono state date disposizioni speciali per partecipare al Gabinetto |          |                  |           |             |
| Consigliere generale per il Galles                                                           |          | John Griffiths   | 2009–2011 | Laburista   |
| Chief whip                                                                                   |          | Janice Gregory   | 2009–2011 | Laburista   |

### Viceministri
| Carica                             | Titolare | Titolare         | Mandato   | Partito     |
| ---------------------------------- | -------- | ---------------- | --------- | ----------- |
| Bambini                            |          | Huw Lewis        | 2009–2011 | Laburista   |
| Edilizia abitativa e rigenerazione |          | Jocelyn Davies   | 2009–2011 | Plaid Cymru |
| Scienza, innovazione e competenze  |          | Lesley Griffiths | 2009–2011 | Laburista   |
| Affari sociali                     |          | Gwenda Thomas    | 2009–2011 | Laburista   |